# Liberty (pueblo)
Liberty es un pueblo ubicado en el condado de Sullivan en el estado estadounidense de Nueva York. En el año 2000 tenía una población de 9,632 habitantes y una densidad poblacional de 46.7 personas por km².

## Geografía
Liberty se encuentra ubicado en las coordenadas 41°48′4.55″N 74°44′47.76″O / 41.8012639, -74.7466000. Según la Oficina del Censo, la ciudad tiene un área total de 209 km² (80,7 mi²), de la cual 206,2 km² (79,6 mi²) es tierra y 1,8 km² (0,7 mi²) (1.36%) es agua.

## Demografía
Según la Oficina del Censo en 2000 los ingresos medios por hogar en la localidad eran de $32,022, y los ingresos medios por familia eran $37,689. Los hombres tenían unos ingresos medios de $31,088 frente a los $24,655 para las mujeres. La renta per cápita para la localidad era de $17,565. Alrededor del 17.1% de la población estaban por debajo del umbral de pobreza.